# Alfred Conkling

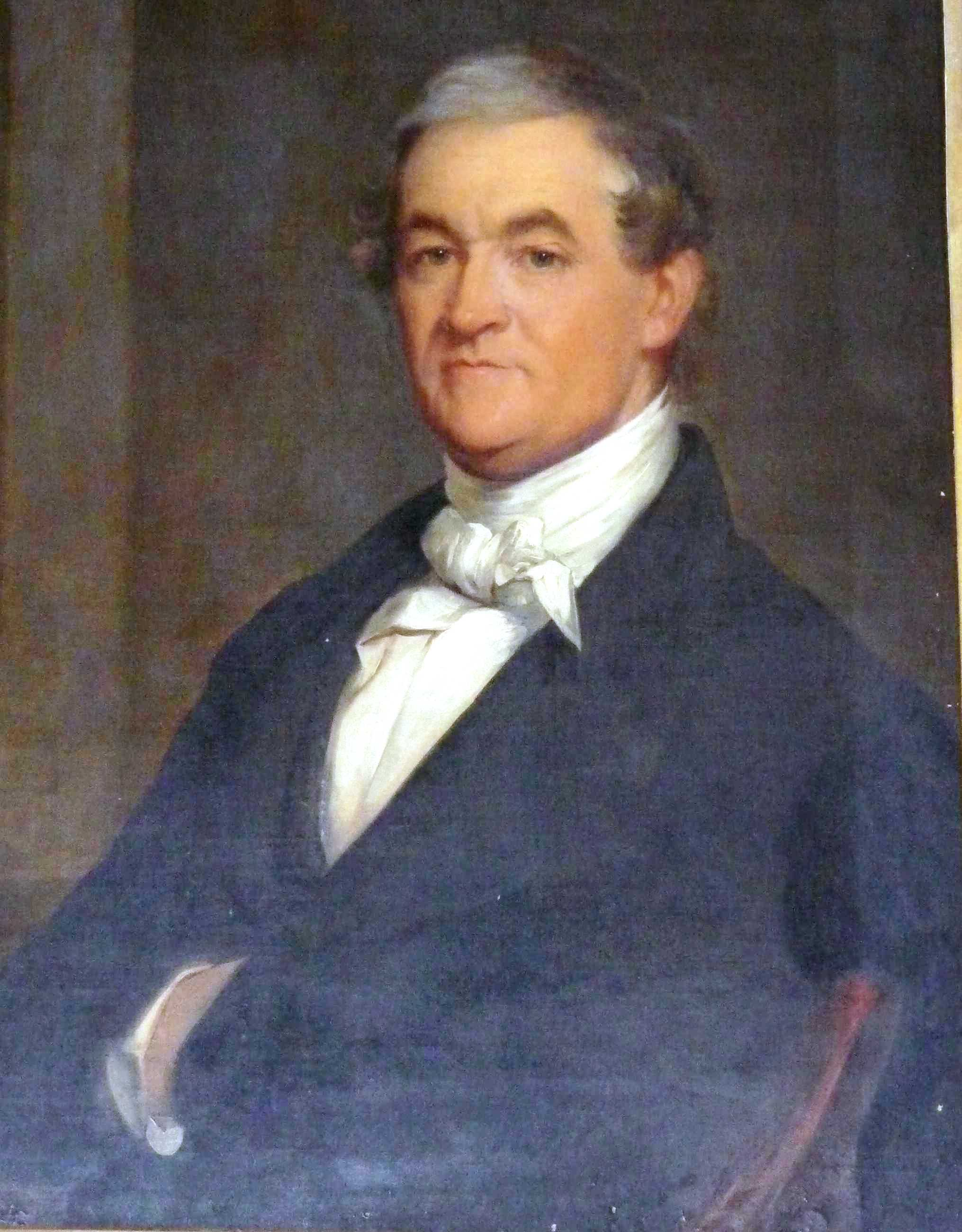
Alfred Conkling

Alfred Conkling (* 12. Oktober 1789 in Amagansett, Suffolk County, New York; † 5. Februar 1874 in Utica, New York) war ein US-amerikanischer Jurist und Politiker. Zwischen 1821 und 1823 vertrat er den Bundesstaat New York im US-Repräsentantenhaus; später wurde er Bundesrichter am Bundesbezirksgericht für den nördlichen Distrikt von New York.

## Leben
Im Jahr 1810 absolvierte Alfred Conkling das Union College in Schenectady. Nach einem anschließenden Jurastudium und seiner 1812 erfolgten Zulassung als Rechtsanwalt begann er in Canajoharie in diesem Beruf zu arbeiten. Zwischen 1818 und 1821 war er Staatsanwalt im Montgomery County. Politisch schloss er sich der Demokratisch-Republikanischen Partei an.
Bei den Kongresswahlen des Jahres 1820 wurde Conkling im 14. Wahlbezirk von New York in das US-Repräsentantenhaus in Washington, D.C. gewählt, wo er am 4. März 1821 die Nachfolge von John Fay antrat. Bis zum 3. März 1823 konnte er eine Legislaturperiode im Kongress absolvieren. Zwischen 1825 und 1852 war er Richter am United States District Court for the Northern District of New York. Dabei lebte er zunächst in Albany und dann ab 1829 in Auburn.
Zwischen dem 6. August 1852 und dem 17. August 1853 fungierte Conkling als amerikanischer Gesandter in Mexiko. Danach ließ er sich in Omaha (Nebraska) nieder, wo er bis 1861 als Anwalt praktizierte. Er wurde Mitglied der Republikanischen Partei und war zeitweise deren Staatsvorsitzender für Nebraska. Außerdem nahm er als Delegierter an einem Verfassungskonvent dieses Staates teil. Nach 1861 kehrte er nach New York zurück, wo er sich mit literarischen Angelegenheiten befasste. Er lebte zunächst in Rochester, dann in Geneseo und schließlich ab 1872 in Utica, wo er am 5. Februar 1874 verstarb.
Alfred Conkling war der Vater der Kongressabgeordneten Frederick (1816–1891) und Roscoe Conkling (1829–1888), wobei letzterer auch US-Senator war.